# Travertinpark

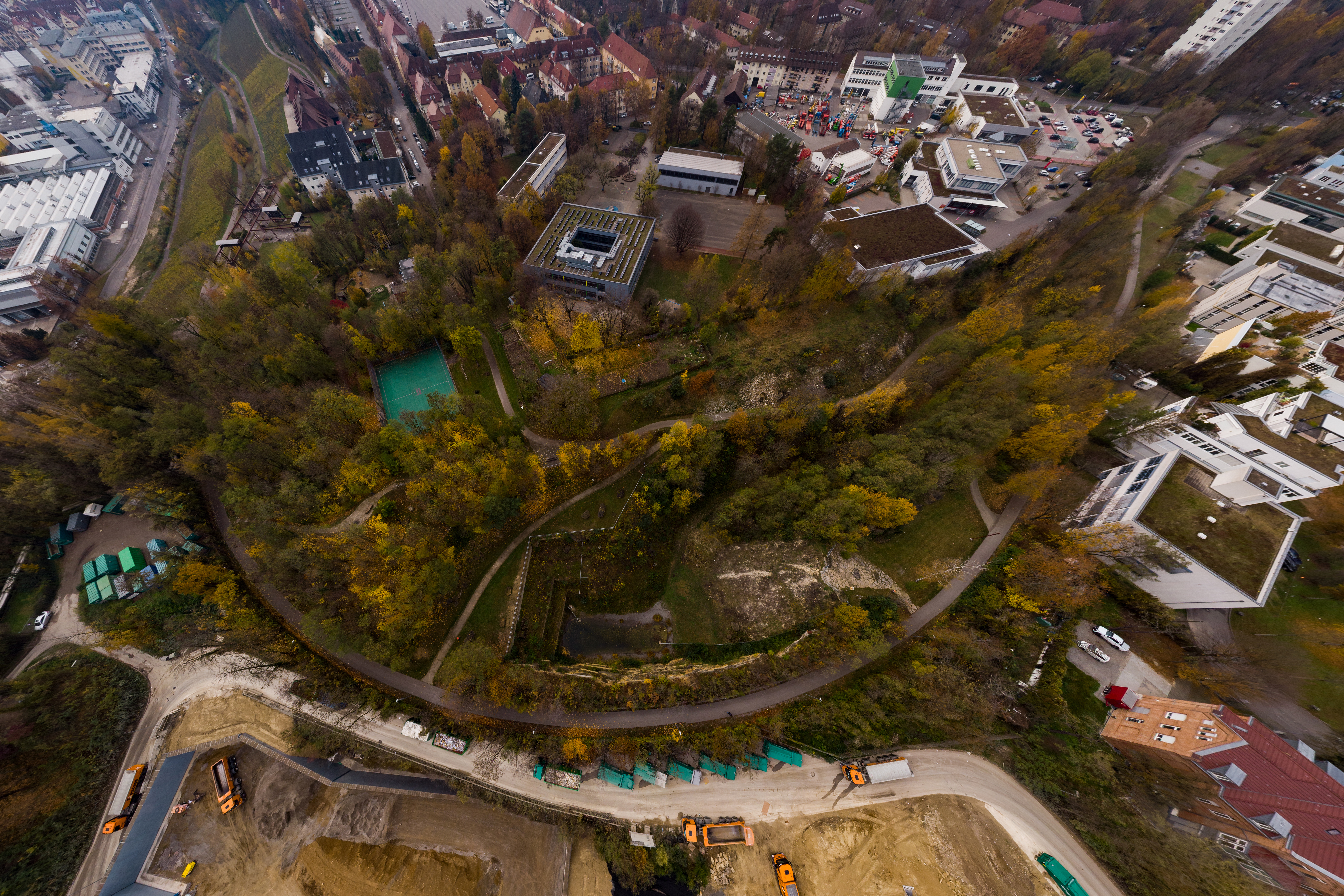
Luftbild des Travertinparks

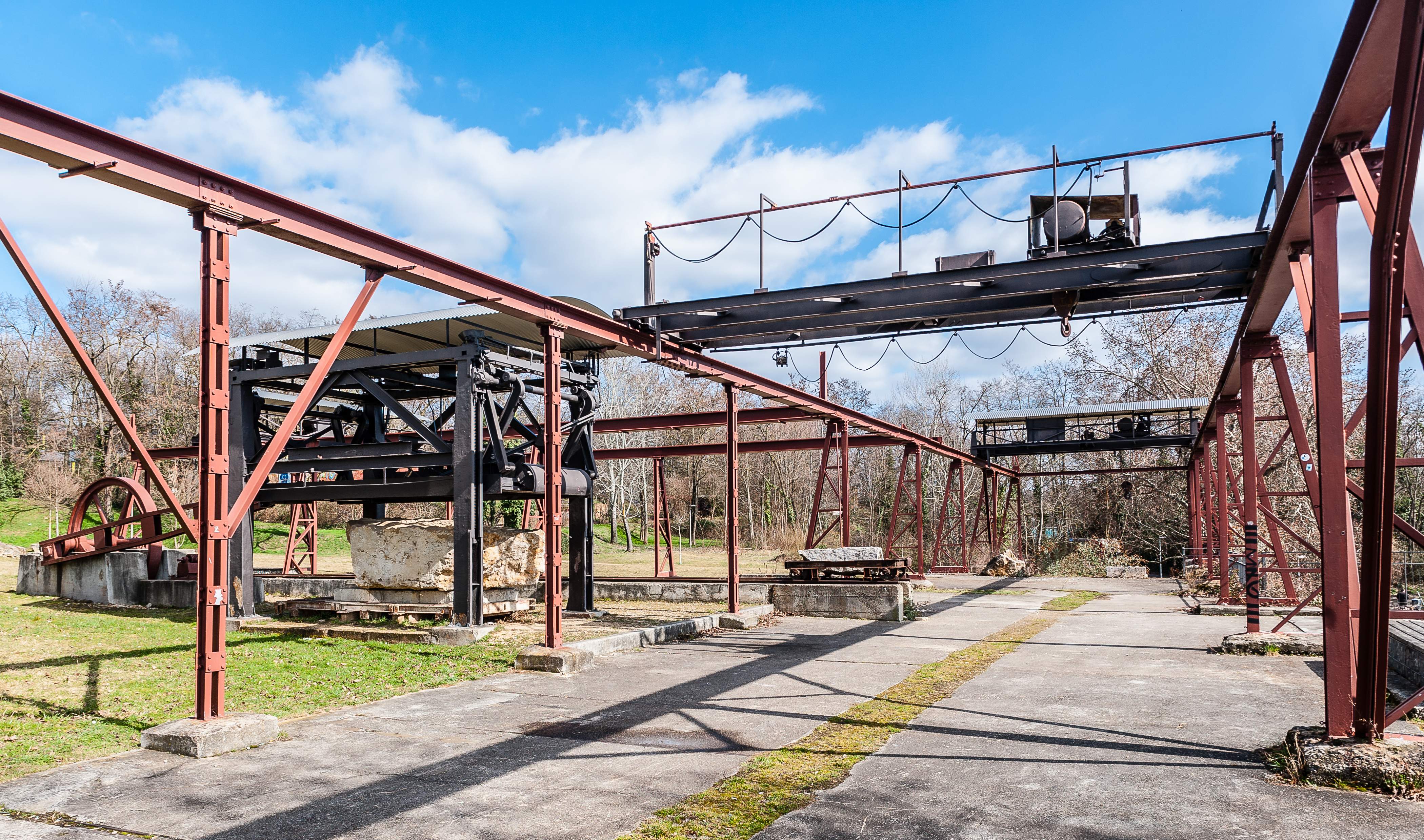
Restaurierte Anlagen des ehemaligen Steinbruchbetriebs Schauffele

Der Travertinpark ist eine Parkanlage im Stadtteil Hallschlag des Stuttgarter Stadtbezirks Bad Cannstatt.

## Lage
Der Park erstreckt sich von der Altenburger Steige über die Weinberge der Lage Cannstatter Halde unterhalb der Reiterkaserne bis über das Gelände oberhalb des Kraftwerks Stuttgart-Münster. Die Begrenzung sind das ehemalige Betriebsgelände der Firma Lauster und die ehemalige Zuckerfabrik. Den nördlichen Abschluss bildet die Bottroper Straße. Offiziell eröffnet wurde die Parkanlage am 19. Mai 2010. Ende September 2014 wurde die komplette Anlage, nach einer 14-monatigen Umgestaltung des Kernbereichs des Parks, der Öffentlichkeit zugänglich gemacht.
Der Park soll an die Entstehungszeit des Cannstatter Travertins und seine Bearbeitung erinnern. Das Areal ist als besonders geschütztes Biotop und Grabungsschutzgebiet ausgewiesen. Sieben Hinweistafeln erläutern die Geschichte des Geländes.
Über das gesamte Gelände zieht sich das Schotterbett der stillgelegten Industriebahn Münster–Cannstatt, der ersten elektrisch betriebenen Industriebahn Württembergs. Im Park sind von den Gleisen selbst eine Weiche und ein Bahnübergang erhalten.

## Steinbrüche

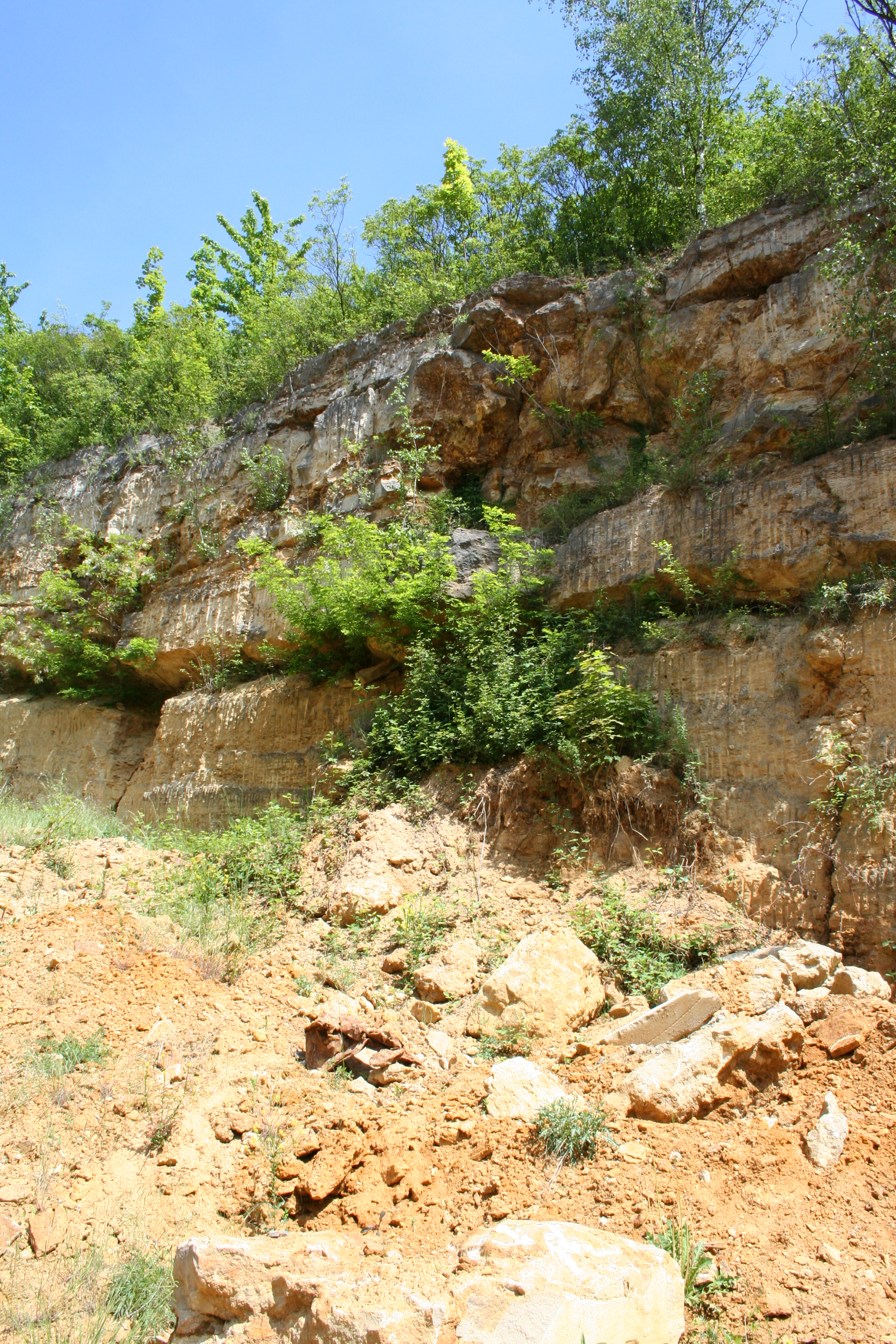
Steinbruch Haas (Mai 2010)

Drei Steinbrüche zur Gewinnung des Cannstatter Travertins sind über den Bereich des Parks verteilt, die der Firmen Lauster, Schauffele und Haas. Das Abbauareal der Firma Schauffele wurde wieder aufgefüllt und ist nicht mehr sichtbar. Erhalten sind jedoch die 2008 restaurierte historische Kranbahn mit weiteren Geräten des Betriebsgeländes der Firma Schauffele.
Das ehemalige Gelände der Firma Lauster ist heute das Betriebsgelände eines Recyclingunternehmens und derzeit nicht zugänglich. Die historische Werkshalle und das Verwaltungsgebäude der Firma Lauster sind als Kulturdenkmal eingestuft.
Eingebunden in das Wegesystem des Parks wurde der Steinbruch der Firma Haas, aus dem 2007 zum letzten Mal Travertin abgebaut wurde. Teile des abgebauten Gesteins wurden unter anderem zum Bau des Nürnberger Märzfeldes und der Fassade des Mittnachtbaus in der Stuttgarter Innenstadt verwendet.
Im Gestein des Cannstatter Travertins wurden in der Vergangenheit oftmals Fossilien, beispielsweise von Waldnashörnern, Waldelefanten und Sumpfschildkröten, entdeckt. Auch Feuersteinwerkzeuge, die auf Urmenschen hindeuten, wurden in den Steinbrüchen gefunden. Teile der Funde sind in den Staatlichen Museen für Naturkunde Stuttgart ausgestellt.

### Travertinsäulen
Derzeit nicht zum Park gehörend stehen zwischen den beiden Überdeckelungen des Kraftwerks Stuttgart-Münster 14 monumentale Travertinsäulen, die 15 m hoch sind.  Diese werden auch Lauster-Säulen genannt. Die nach toskanischer Ordnung gestalteten Säulen mit Gesimsteilen wurden 1936 von der Stadt Berlin beim Steinbruch Lauster bestellt. Sie waren für das untere Geschoss eines Denkmals für Mussolini auf dem heutigen Theodor-Heuss-Platz in Berlin bestimmt. Als niemals abgeholter Teil der geplanten Welthauptstadt Germania wurden sie nach dem Zweiten Weltkrieg von der Firma Lauster zurückgekauft.

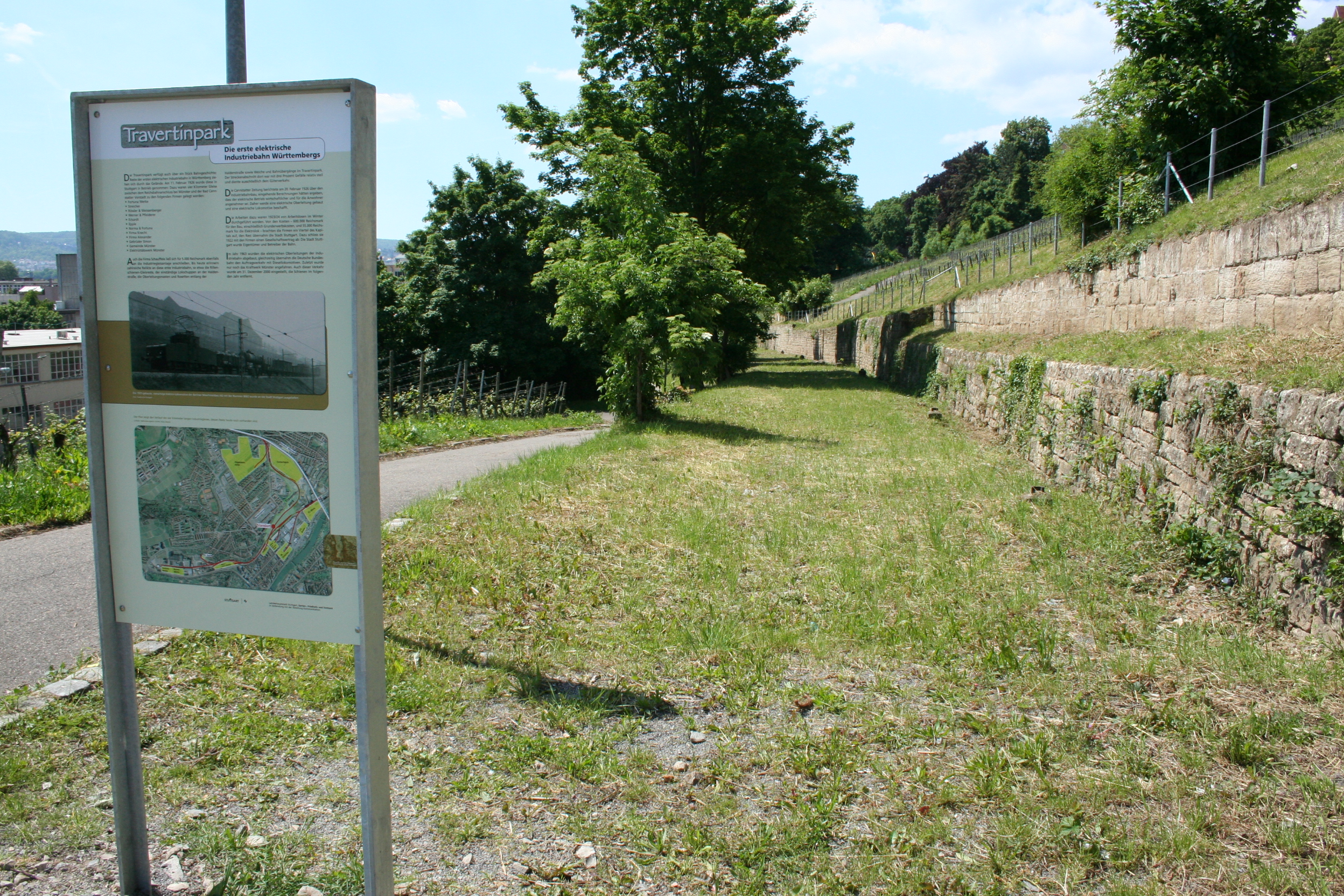
Alte Trasse der Industriebahn entlang der Weinberge, Mai 2010
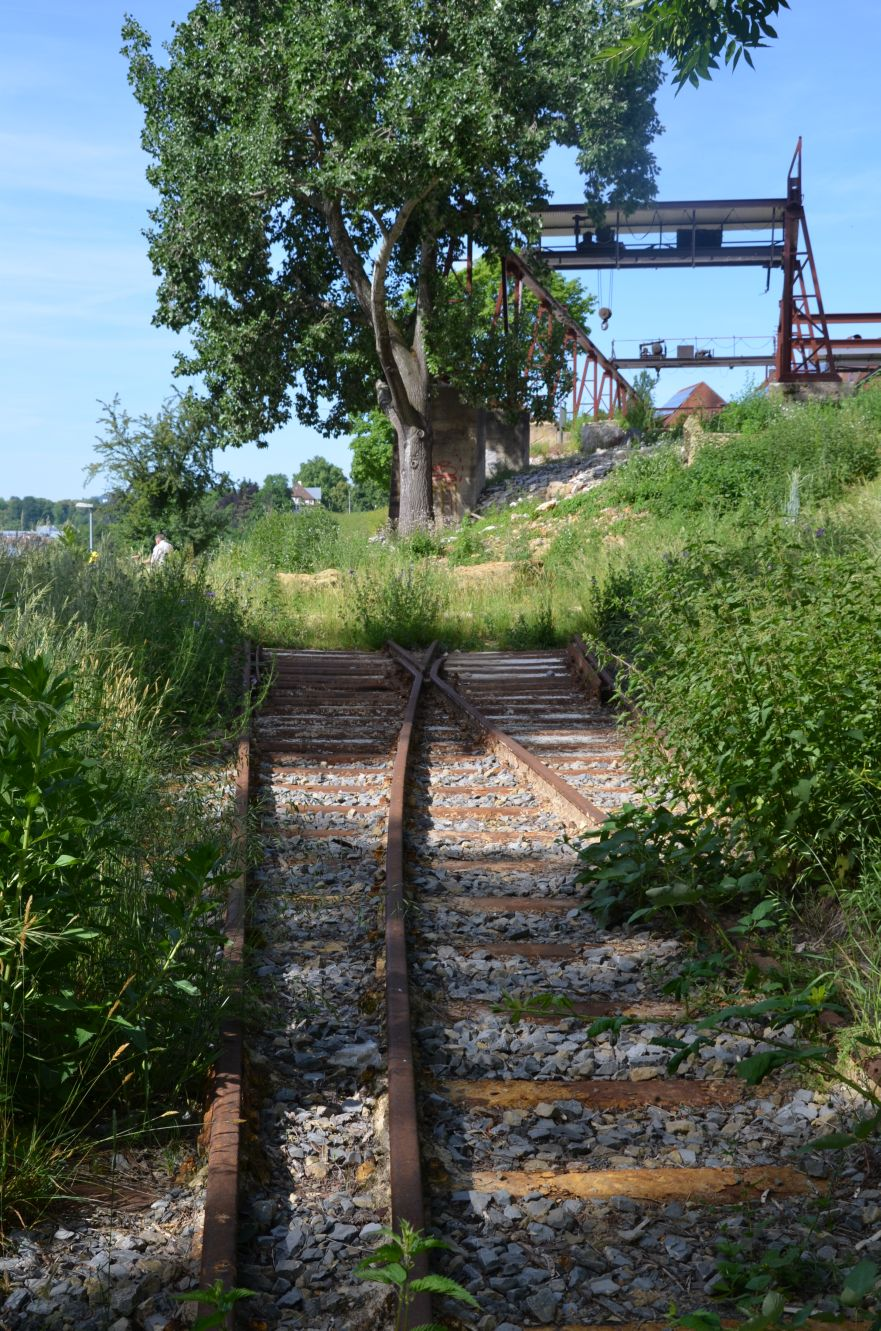
Weiche an der ehemaligen Verladeanlage des Betriebs Schauffele, Mai 2011
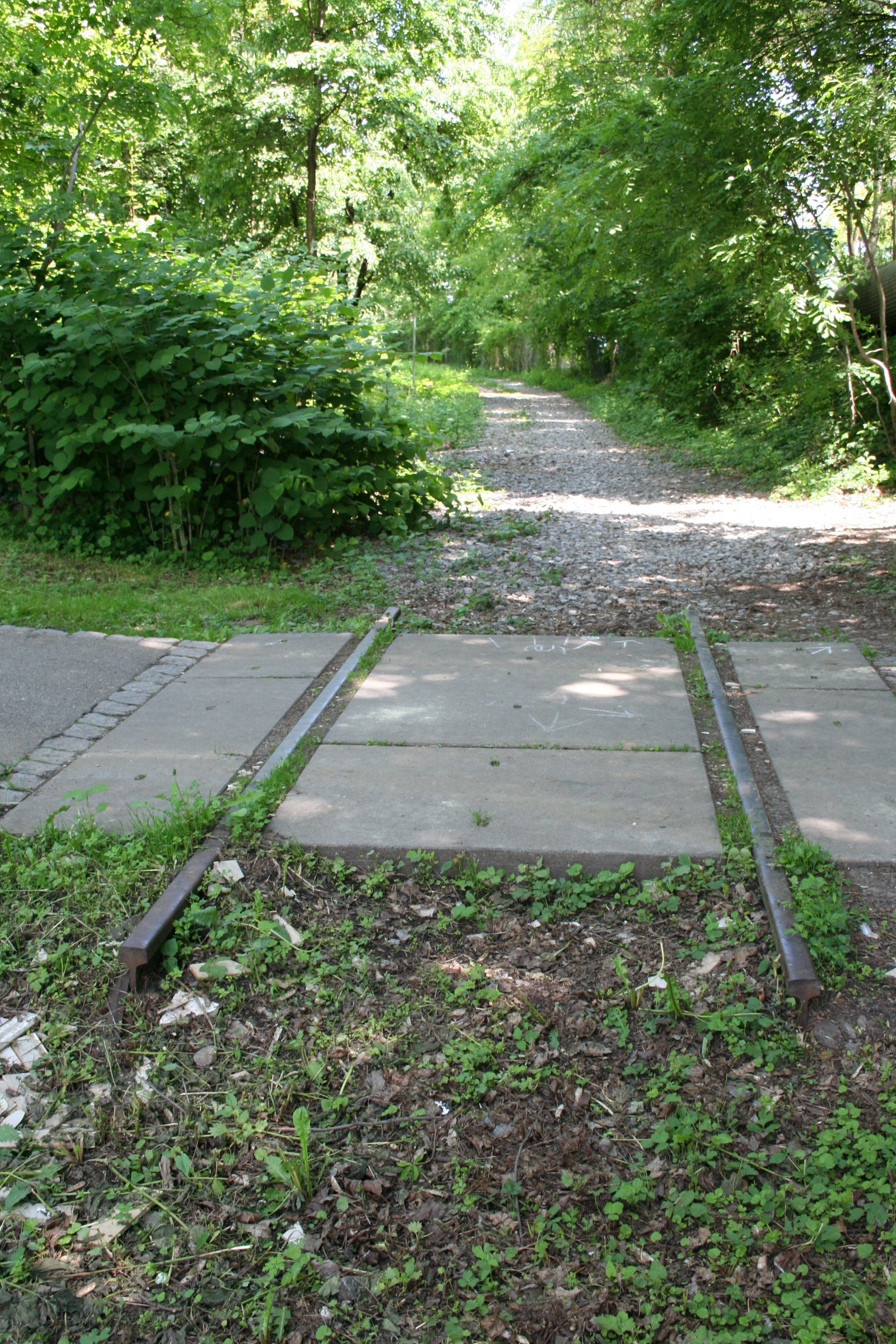
Ehemalige Trasse der Industriebahn, Mai 2010
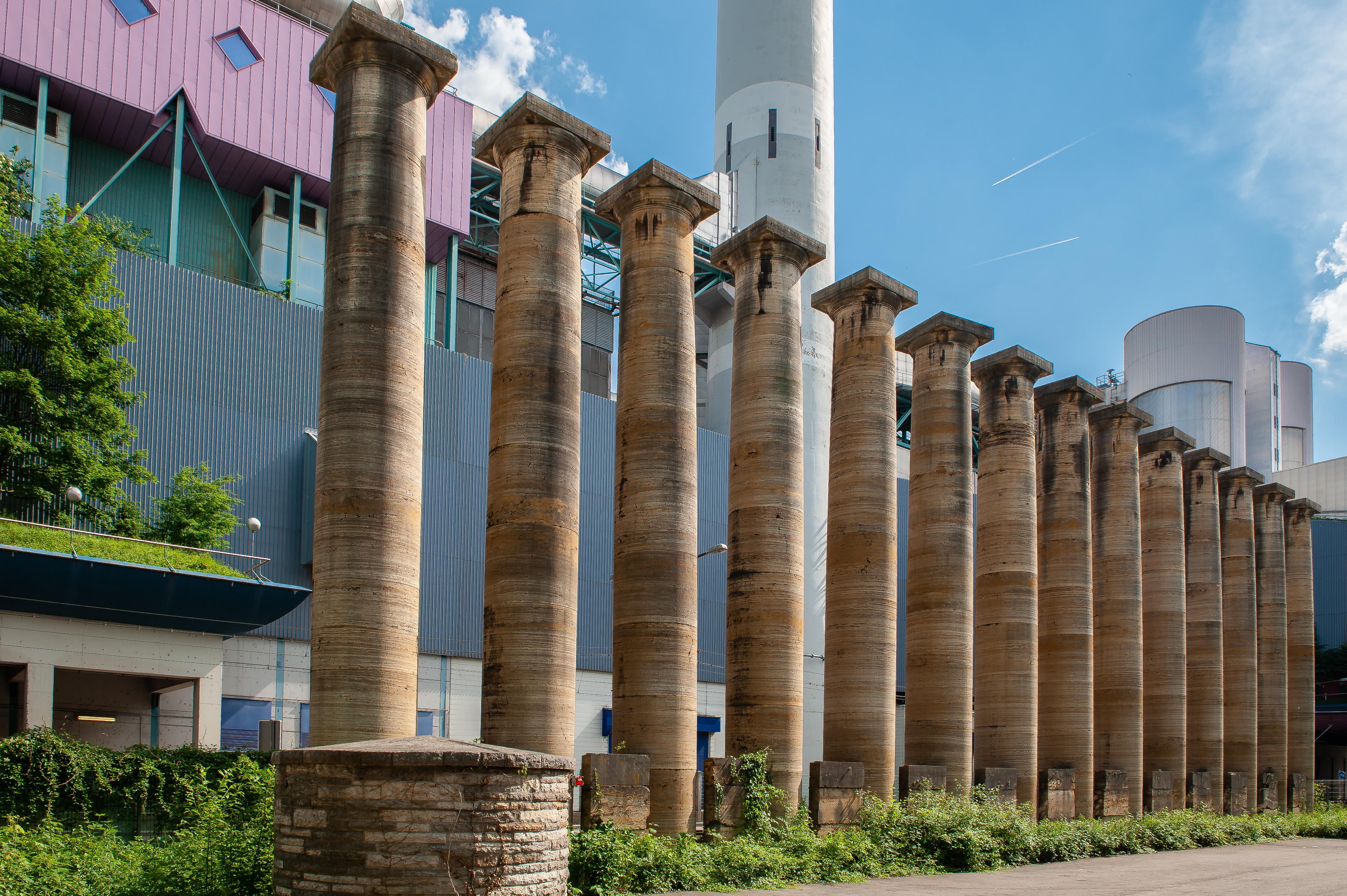
Lauster-Säulen